# Беридејл (Флорида)
Беридејл (енгл. Berrydale) насељено је место без административног статуса у америчкој савезној држави Флорида.

## Демографија
По попису из 2010. године број становника је 441.
| Група             | 2000.    | 2010.       |
| Белци             | 0 (0,0%) | 354 (80,3%) |
| Афроамериканци    | 0 (0,0%) | 66 (15,0%)  |
| Азијати           | 0 (0,0%) | 0 (0,0%)    |
| Хиспаноамериканци | 0 (0,0%) | 10 (2,3%)   |
| Укупно            | 0        | 441         |